# 模樣
參數所指定的目標頁面不存在，建議更正成存在頁面或直接建立下列一個頁面（建立前請先搜尋是否有合適的存在頁面可以取代）：
- 模样 (消歧义)

模樣是圍棋的一個名詞，指在佈局階段，利用適當而稍大間距的落子，將某一較大而完整的地域纳入己方的勢力範圍，這個範圍便稱作模樣。
但模樣與實地不同，亦即這一區域並非確定在終局時會成為自己的地盤，對方可以藉由打入或侵削等方式，來搶奪這塊地盤，但模樣的作用就在於，即使對方藉打入侵削成功減少了地域，在正確的對應之下，持有模樣的一方必定可以在其他地方獲取實地、取得外勢、對打入的棋子展開攻擊、或者在他處另形成一個新的模樣。
早期的圍棋在佈局階段較重視實地，因此對於大模樣的構築並不積極，1930年代以木谷實、吳清源等人為首的後的新佈局開始重視模樣和外勢，而1970年代以後以武宮正樹為首的宇宙流，更是將大模樣作戰作為主要的策略之一，自此以後模樣的構築及其攻防才受到重視。